# نورمن الیسون (بازیکن فوتبال)
نورمن الیسون (انگلیسی: Norman Ellison؛ ۲ نوامبر ۱۹۲۹ – ۱ اکتبر ۱۹۹۹) بازیکن فوتبال اهل بریتانیا بود.
از باشگاه‌هایی که در آن بازی کرده‌است می‌توان به باشگاه فوتبال ترانمره راورز اشاره کرد.